# ニュージーランドの世界遺産

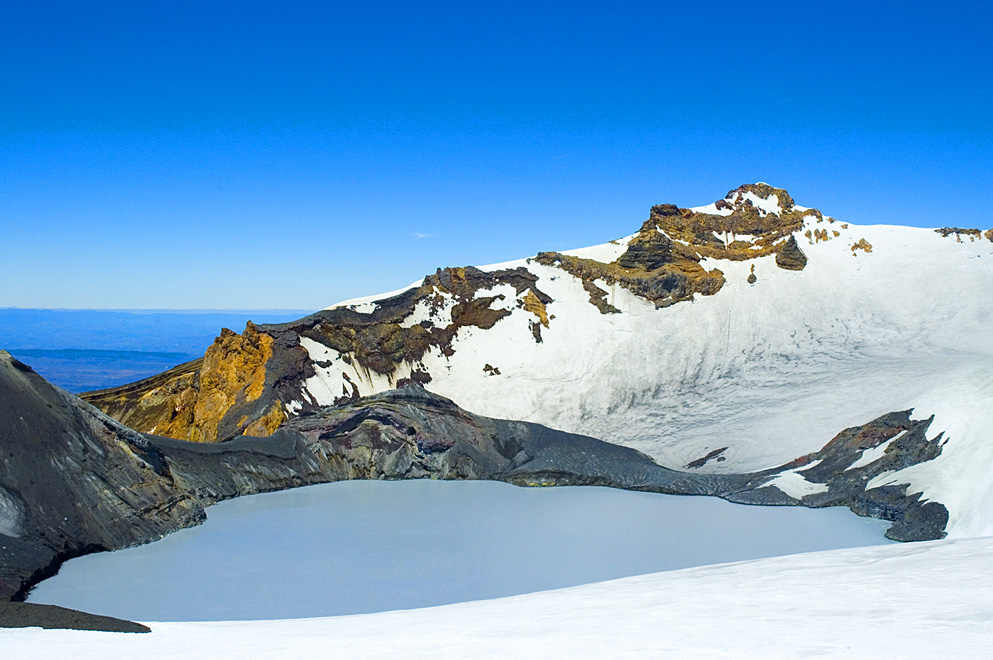
ルアペフ山の火山湖(トンガリロ国立公園)

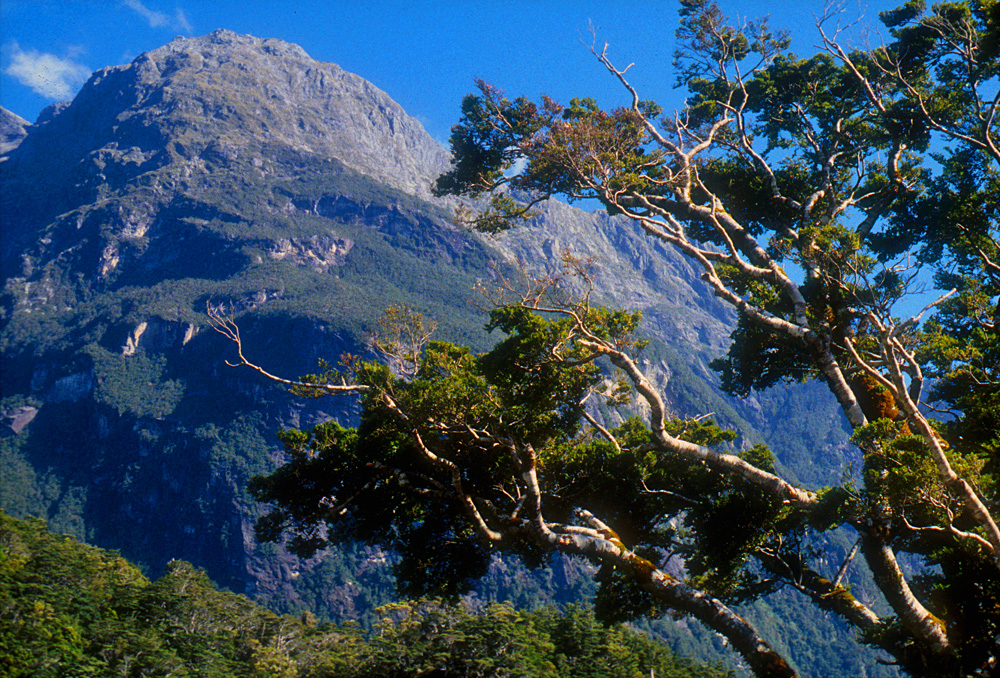
フィヨルドランド国立公園(テ・ワヒポウナム)

ニュージーランドの世界遺産 （ニュージーランドのせかいいさん）はユネスコの世界遺産に登録されているニュージーランド国内の文化・自然遺産の一覧。

## 文化遺産
なし

## 自然遺産
- テ・ワヒポウナム-南西ニュージーランド -（1990年）
- ニュージーランドの亜南極諸島 -（1998年）

## 複合遺産
- トンガリロ国立公園 -（1990年）

## 地域別

### 北島
- トンガリロ国立公園 -（1990年、複合遺産）

### 南島
- テ・ワヒポウナム-南西ニュージーランド -（1990年、自然遺産）
  - フィヨルドランド国立公園
  - アオラキ/マウント・クック国立公園
  - ウエストランド・タイ・ポウティニ国立公園
  - マウント・アスパイアリング国立公園

### 島嶼部
- ニュージーランドの亜南極諸島 -（1998年、自然遺産）
  - アンティポデス諸島
  - オークランド諸島
  - キャンベル島
  - スネアズ諸島
  - バウンティ諸島